# مقاطعة ليفينغستون (إلينوي)
مقاطعة ليفينغستون (بالإنجليزية: Livingston County)‏ هي إحدى المقاطعات في ولاية إلينوي في الولايات المتحدة الأمريكية.